# Годівниця (бджільництво)
Годівни́ці — прості посудини або інші спеціальні винаходи, що використовують пасічники для підгодовування медоносних бджіл медом, пилком або їхніми замінниками.
Пасічники годують бджіл, коли у природі дефіцит поживи, або коли хочуть зімітувати взяток та щоб стимулювати бджіл поводитись певним чином. Замінники пилку даються бджолам ранньої весни, коли у природі ще мало пилконосів (якщо запаси перги зіпсувалися зимою, а пасічник не заготував її на збереження), або якщо вулики розташовані в регіоні, бідному на пилок.

## Терміни підгодівлі
Сучасні пасічники підгодовують бджіл цукровим сиропом замість меду ранньою весною, щоб заохотити їх відбудовувати стільники, якщо їх не вистачає для продуктивного сезону. Також щоб забезпечити робочою енергією великі сім'ї восени, аби наростити велику кількість молодих бджіл для зимівлі, або при створенні нуклеусів.
Як правило, підгодовування пилком проводять на початку сезону вирощування розплоду.
Потрібно зупинити підгодовування бджіл коли стає або занадто холодно, або коли вони можуть починати збирати природні ресурси. Щоб уникнути забруднення меду з цукровим сиропом, бджіл не варто годувати сиропом, коли встановлені медові корпуси багатокорпусних вуликів, або магазинні надставки.

## Конструктивні особливості
Годівниці можуть розташовуватися поза вуликом і бути доступними для всіх бджіл пасіки, бути частиною конструкції вулика та його доповненням, або використовуватися окремо всередині. Годівниці можуть прикріплятися до стінки вулика, встановлюватися у льоток, розміщуватися вище або нижче гніздової частини всередині вулика, або бути спеціальною частиною його конструкції.

### Годівниці для пилку
Пилок може подаватися як зовні, так і всередині вулика. Подавати пилок або його замінник можна у вигляді порошку, гранул чи у формі коржика.

### Годівниці для сиропу
Цукровий сироп можна згодовувати бджолам як за допомогою зовнішніх годівниць, так і внутрішньовуликових. Як зовнішні годівниці для всієї пасіки можна використовувати відкриті ємності, але поверх сиропу мають плавати поплавки. Якщо не використовувати поплавки, багато бджіл можуть втонути у сиропі. Всередині вулика можуть використовуватися як рамкові годівниці (годівниці, які мають ті ж розміри що й рамки, вішаються після останньої рамки у вулику), так і  стельові (різних типів, можуть встановлюватися на місце стельових дощок, ставитися безпосередньо на верхні бруски рамок, або у вигляді корпусу багатокорпусних вуликів). Годівниці з цукрового сиропу зі співвідношенням цукру до води 1:2 (або стимулюючий сироп) встановлюють у вулик, коли забирають із вулика товарний мед. Більш концентрований, зі співвідношенням компонентів 1:1, використовується пізньої зими, коли у бджіл закінчилися запаси мед або на початку вигодовування розплоду.